# Minister Sprawiedliwości (Księstwo Warszawskie)
Minister Sprawiedliwości w Księstwie Warszawskim był jednoosobową naczelną władzą administracyjno-sądową. Choć uprawnienia ministra wobec władz sądowych obejmowały tylko porządek służbowy i administrację sądownictwa, to w praktyce mógł ingerować również w orzecznictwo. W kwestii rozstrzygania wątpliwości prawnych mógł zwracać się do króla za pośrednictwem Rady Stanu. Minister miał wielki wpływ na skład całego aparatu wymiaru sprawiedliwości, gdyż to on proponował kandydatów do nominacji lub zatwierdzenia przez króla.
Minister sprawiedliwości był członkiem Rady Ministrów.
Przez cały okres działalności – od 5 października 1807 r. do maja 1813 r. funkcję ministra sprawował Feliks Franciszek Łubieński, który starał się – z powodzeniem – rozszerzać zakres rzeczywistych kompetencji swego resortu.
Minister opisane wyżej zadania wykonywał z pomocą swego urzędu, Ministerium Sprawiedliwości, wyróżniającego się spośród innych ministerstw sprawnością w funkcjonowaniu i doskonałą organizacją.
Akta Ministerium zostały odziedziczone przez Komisję Rządową Sprawiedliwości Królestwa Polskiego i podzieliły losy jej dokumentacji aktowej.